# Jautarkol
Luis de Jáuregui o Koldobika Jauregi conegut pel pseudònim de "Jautarkol" (Errenteria, 21 de juny de 1896 - Zarautz, 2 de febrer de 1971) fou un sacerdot i escriptor en èuscar.
Estudià la carrera eclesiàstica a Comillas. Llicenciat en Dret Canònic i doctor en Teologia.
Col·laborà en la revista "Zeruko Aria", en el setmanari "Argia", a "Argia'ren Egutegia" (entre 1922 i 1936), i en les revistes "Yakintza" i "Euzko Gogoa", amb poesies en basc.
S'exilià després de la Guerra Civil espanyola.

## Obra
- Egizko Edertasuna (1923)
- Ipuiak (1924)
- Biozkadak (1929)
- Maite-Opari (1935)
- Loramendi Olerkaria, aren garai barruan ikusia ta aztertua (1959)
- Xenpelar bertsolaria (1960).